# موریس پیالا

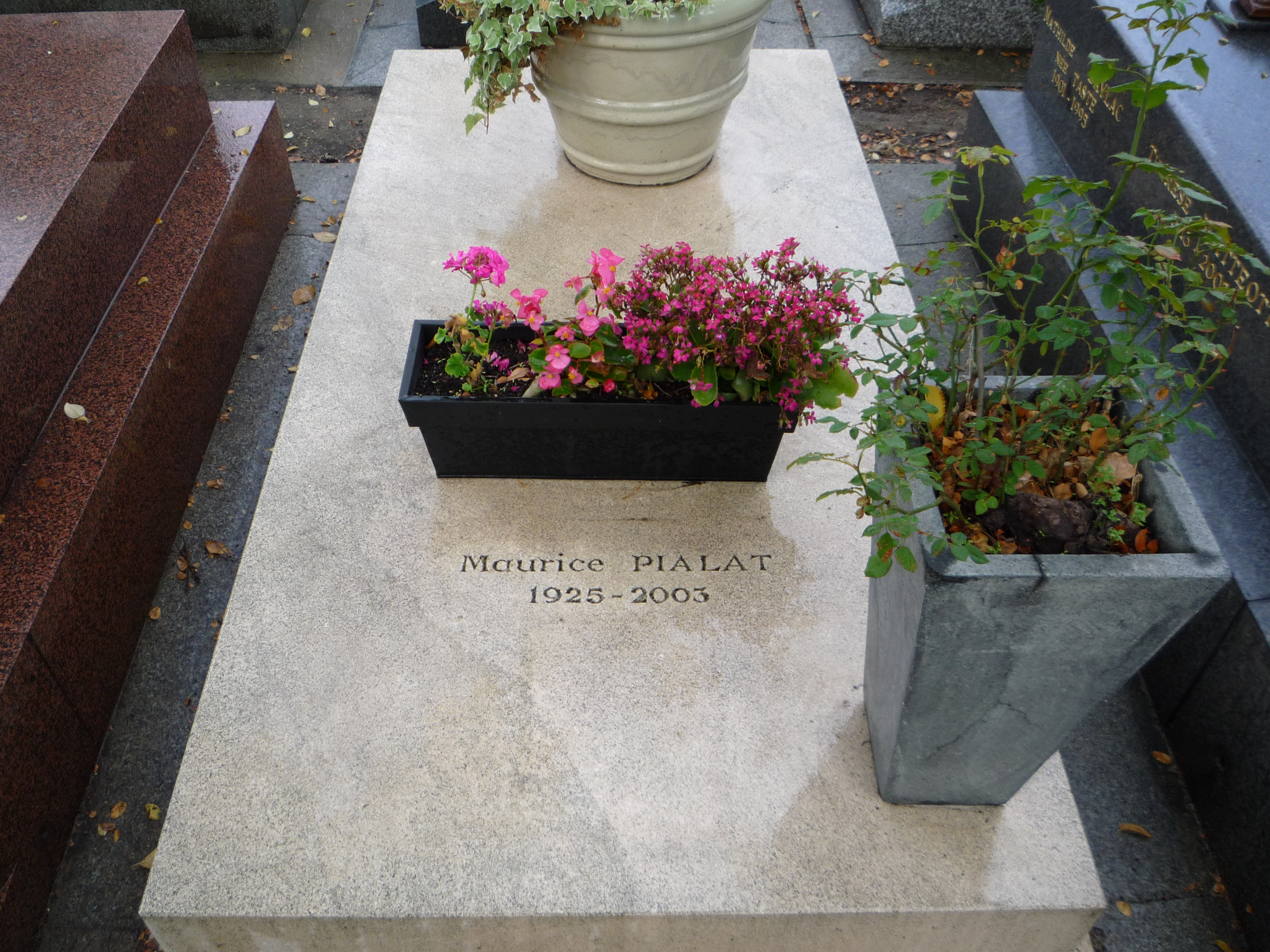
آرامگاه موریس پیالا در گورستان مونپارناس در پاریس

موریس پیالا (فرانسوی: Maurice Pialat‎؛ ۳۱ اوت ۱۹۲۵ – ۱۱ ژانویهٔ ۲۰۰۳) هنرپیشه، فیلم‌نامه‌نویس و کارگردان اهل فرانسه بود. فیلم‌های وی اغلب واقع‌گرایانه توصیف می‌شوند؛ گرچه، بسیاری منتقدان تصدیق می‌کنند که با تعریف سنتی واقع‌گرایی مطابقت ندارند. از فیلم‌های وی می‌توان به زیر آفتاب شیطان اشاره کرد که در جشنواره فیلم کن ۱۹۸۷ برندهٔ نخل طلا شد.

## زندگی
پیالا در آغاز می‌خواست که نقاش بشود اما موفقیت کمی در این مسیر بدست آورد. در سن شانزده سالگی که یک دوربین فیلمبرداری داشت ساختن فیلم‌های مستند را امتحان کرد.
وی دیر وارد فیلمسازی شد و اولین فیلم بلند خود را در سال ۱۹۶۹ و در سن ۴۴ سالگی با نام کودکی عریان (به فرانسوی: L'Enfance Nue) ساخت. این فیلم که فرانسوا تروفو کارگردان موج نوی فرانسه یکی از تهیه‌کنندگان آن بود برندهٔ جایزه ژان ویگو شد.

## فیلم‌شناسی
- کودکی عریان (۱۹۶۸)
- برای عشق‌هایمان (۱۹۸۳)
- پلیس (۱۹۸۵)
- زیر آفتاب شیطان (۱۹۸۷)
- ون گوک (۱۹۹۱)